# Colonia San José, Chalco
Colonia San José är en ort i Mexiko, tillhörande kommunen Chalco i delstaten Mexiko. Colonia San José ligger i den centrala delen av landet och tillhör Mexico Citys storstadsområde. Orten hade 559 invånare vid folkräkningen 2010.